# Work Time
| Recensione | Giudizio |
| ---------- | -------- |
| AllMusic   |          |

Work Time è un album in studio del sassofonista jazz statunitense Sonny Rollins, pubblicato nel 1956.

## Tracce
LP (1956, Prestige Records, PRLP 7020)
Lato A
1. There's No Business Like Show Business – 6:21 (musica: Irving Berlin)
2. Paradox – 5:00 (musica: Sonny Rollins)
3. Raincheck – 6:02 (musica: Billy Strayhorn)

Lato B
1. There Are Such Things – 9:31 (Stanley Adams, Abel Baer)
2. It's All Right with Me – 6:09 (Cole Porter)

- Durata brani (non accreditati sull'ellepi originale), ricavati dal CD pubblicato nel 2009 dalla Prestige Records (PRS-31223).

## Formazione
- Sonny Rollins – sassofono tenore
- Ray Bryant – pianoforte
- George Morrow – contrabbasso
- Max Roach – batteria

### Produzione
- Bob Weinstock – produzione, supervisione
- Registrazioni effettuate il 2 dicembre 1955 al Van Gelder Studio di Hackensack, New Jersey (Stati Uniti)
- Rudy Van Gelder – ingegnere delle registrazioni
- Ira Gitler – note retrocopertina album originale [2]